# FK Napredok
FK Napredok (makedonskou cyrilicí ФК Напредок Кичево) je severomakedonský fotbalový klub z města Kičevo, který byl založen roku 1928. Své domácí zápasy hraje na stadionu Gradski stadion Kičevo s kapacitou 5 000 diváků.
V sezoně 2003/04 se dostal do finále severomakedonského fotbalového poháru, kde podlehl týmu FK Sloga Jugomagnat 0:1.

## Logo
Klubový emblém je ve tvaru protáhlého pětiúhelníku se spodním vyčnívajícím rohem. Většinu plochy zabírají svislé modrobílé pruhy, v nichž je ve spodní části vepsán letopočet založení klubu – 1928. Nahoře je pak azbukou napsáno modře v bílém pásu Ф.К. "Напредок" Кичево.